# Noldor

Esquema básico racial de los elfos de J. R. R. Tolkien.

Los Noldor (singular: Noldo) son uno de los clanes ficticios en los que se dividen los elfos dentro del legendarium creado por el escritor británico J. R. R. Tolkien. La palabra Noldo significa "Sabio", virtud de la que hacían gala estos elfos por encima de sus congéneres.
Los Elfos Noldor eran los más dotados intelectualmente de todos los Elfos, así como los más fuertes y los de mayor orgullo. Los Noldor eran el pueblo más valiente y poderoso entre los Hijos de Ilúvatar, con una luz en los ojos similar a la de las estrellas. Ellos libraron las guerras más grandes de las que hayan oído los enanos o los hombres, por lo que son el pueblo más aguerrido de la Tierra Media.
Eran principalmente de ojos grises y cabellos oscuros (aunque algunos eran rubicundos como los descendientes de Finarfin; o, incluso, pelirrojos como Maedhros), especialmente altos (con una estatura de dos metros), muy hermosos si se les compara con los hombres. Formidables guerreros y artesanos, son responsables de la creación de los Silmarils y los Palantiri, así como el alfabeto Sarati y posteriormente Tengwar, además de los anillos de poder de los Elfos. En la mayoría de los episodios importantes de la historia de Tolkien, detrás se encuentra la voluntad de un Elfo Noldo.
Su organización política era de grandes familias o patriarcados, liderados cada uno por un rey, y todos ellos agrupados bajo la autoridad de un Rey Supremo de los Noldor.
Sus inclinaciones religiosas derivaban hacia Aulë (el Vala artesano) y, como casi todos los pueblos elfos, hacia Varda (Valië Hacedora de Estrellas).
Su lengua materna es el Quenya, aunque en la Tierra Media esta acabó convirtiéndose en una lengua culta y sin uso cotidiano. La mayoría de los Noldor hablaban con igual soltura el Sindarin.

## Origen de los elfos
En la obra de Tolkien, los Elfos son los primeros seres inteligentes y hablantes (los elfos se llamaban a sí mismos "Quendi", que significa "los hablantes/parlantes") de la Creación. Su primera organización social conocida consistía en tres grandes grupos o tribus de estructura patriarcal: los Noldor, los Vanyar y los Teleri. Estas tres casas, dirigidas por sus líderes (Ingwë, Finwë, y los hermanos Elwë y Olwë) iniciaron una gran peregrinación hacia el oeste para, guiados por los Valar, alcanzar el continente de Aman. Todos ellos acabaron dicho viaje salvo una parte de los Teleri, que permanecieron en el continente original (la Tierra Media) junto con su líder Elwë, y otro grupo liderado por Lenwë.
Una vez que los Elfos se establecieron y organizaron socialmente en Aman, comienza la historia "civilizada" dentro de la épica de Tolkien.

## Historia de los Noldor

### Vuelta de los Noldor a la Tierra Media
Varios milenios después, debido a varias intrigas y engaños instigados por Melkor (un Vala renegado, y el enemigo principal y más poderoso de toda la literatura de Tolkien), algunos elfos de los establecidos en Aman sintieron deseos de regresar al continente que les vio nacer. Estos pertenecían a la casta de los Noldor. El líder original de los Noldor, Finwë, ya tenía descendientes que se erigían en representantes de la voluntad de su pueblo: Fëanor (el primogénito y posiblemente el Noldo más virtuoso, a la par que orgulloso, de la historia), Fingolfin y Finarfin.
Así, rebelándose contra los Valar, emprendieron la marcha liderados por las casas de Fëanor y Fingolfin (acompañados también por algunos hijos de Finarfin). Estos dos hermanos sufrieron graves disputas entre ellos que posteriormente se trasladarían a sus descendientes. Al llegar a Alqualondë, la ciudad de los Teleri, Fëanor cometió una matanza para adquirir sus barcos, lo que originó la Maldición de Mandos sobre todos los Noldor. Las disputas y diferencias entre los líderes Noldor crecieron y es por eso que Fëanor atravesó el gran océano en barco, dejando en tierra a su hermano que tuvo que emprender la marcha a pie a través del estrecho helado que unía ambos continentes en las cercanías de lo que vendría a ser el polo norte de toda la geografía de Tolkien (el mundo conocido como Arda).

### Breve resumen de acontecimientos en la Tierra Media
En los siguientes milenios los Noldor jugarían un papel decisivo en el escenario tanto bélico como político de la Tierra Media. Al llegar a dicho continente se reencontrarían con los Teleri que nunca se marcharon, liderados por Elwë (más conocido como Rey Thingol), con los que las relaciones nunca fueron buenas. Más tarde llegarían al mundo también los Enanos y los Hombres.
No obstante, las diferencias entre ellos eran a menudo olvidadas por el poderoso enemigo, Melkor, que durante cientos de años tuvo en jaque a todos los pueblos de la Tierra Media en una sucesión de largas guerras. La mayoría de ellas habían sido instigadas por la posesión de los Silmarils: tres preciosas joyas fabricadas en Aman por Fëanor. Durante siglos los Silmarils provocaron batallas, traiciones y grandes hazañas individuales y colectivas.
La acción principal en estos siglos tiene lugar en un área de la Tierra Media conocida como Beleriand.
Tras muchas generaciones y una sucesión de cinco grandes batallas en las que participaron generaciones enteras de todos los pueblos, Melkor consiguió desgastar las fuerzas de Elfos, Hombres y Enanos, y se hubiera alzado con la victoria definitiva de no ser por la intervención de Eärendil, medio elfo (con sangre noldo) y medio hombre, que viajó hasta Aman, intercedió ante los Valar y consiguió su favor.
Inmediatamente, un poderoso ejército formado por Elfos Vanyar, Maiar y liderado por Eönwë, el heraldo de los Valar, se puso en marcha. Las batallas se sucedieron con rápidas victorias en lo que se llamó la Guerra de la Cólera, y Melkor fue derrotado, juzgado y condenado a permanecer en el vacío etéreo. Entonces se cometió un error que se pagaría muchos miles de años después: Sauron, mano derecha de Melkor, no fue condenado, y esperaría su momento hasta poder acabar la tarea de su maestro.

### Fin del poder Noldor en la Tierra Media
Tras la Guerra de la Cólera, la mayoría de los Noldor regresaron con los Vanyar a Aman, arrepentidos de su orgullo y perdonados por los Valar habitaron la isla de Tol Eressëa. Solo algunos grupos permanecieron en la Tierra Media en torno a algunos líderes, entre los que cabe destacar a Galadriel y a Gil-Galad.
La última intervención memorable de los Noldor en la historia de la Tierra Media tiene lugar al finalizar la Segunda Edad del Sol, al derrotar por primera vez a Sauron, un ejército aliado de Elfos (liderados por el Rey Supremo Gil-Galad) y de Hombres (liderados por el rey Elendil) en lo que se conoció como Última Alianza. Sin embargo, Elrond (hijo de Eärendil, y por lo tanto con sangre Noldor) y Galadriel continuaron interviniendo en la historia de la Tierra Media hasta el final de la Tercera Edad.

## Reyes Supremos de los Noldor
- En Valinor:

1. Finwë, el primer Rey Supremo. Reinó desde el comienzo de la existencia de los elfos hasta su asesinato a manos de Melkor, antes del Exilio de los Noldor.
2. Fëanor, primer hijo de Finwë. Perdió el título de Rey Supremo en Valinor tras la «Matanza de los Hermanos» y su posterior exilio.
3. Finarfin, al ser el único heredero de Finwë que regresó arrepentido de inmediato a Aman, fue nombrado Rey Supremo de los Noldor en este continente.

- En la Tierra Media:

1. Fingolfin, los hijos Fëanor entregan a la casa de Fingolfin la supremacía de los Noldor en la Tierra Media como gesto de buena voluntad para hacer las paces entre las dos casas tras haber abandonado a Fingolfin y a los suyos a su suerte en Aman obligándoles a cruzar Helcaraxe.
2. Fingon, primer hijo de Fingolfin. Murió en combate con los balrogs de Melkor durante la Nírnaeth Arnoediad.
3. Turgon, segundo hijo de Fingolfin.  Murió durante el asedio de su ciudad, Gondolin.
4. Gil-Galad, el último descendiente varón de la casa de Fingolfin en la Tierra Media (contemporáneo del último descendiente varón de la casa de Fëanor, Celebrimbor de Eregion). Considerado el último Rey Supremo de los Noldor sobre la Tierra Media. Murió en la batalla de la Última Alianza.

Es preciso señalar que todos los reinos Noldor de Beleriand y más tarde de Eriador fueron gobernados por un descendiente de Fingolfin, hijo de Finwë. De haber tomado para sí tan elevada dignidad, Elrond, el Medio Elfo sería Rey Supremo de los Noldor en la Tierra Media, al ser el último descendiente de la casa de Fingolfin. Es realmente heredero directo por parte de padre de la corona de rey supremo de todos los Noldor en la Tierra Media, y heredero por parte de madre de la corona de rey Sindarin. No olvidemos que aunque es llamado Medio Elfo debido a que uno de sus abuelos era hombre, es un elfo como cualquier otro.

## Personajes destacados de los Noldor
Estructura genealógica de la casa real:
Finwë
- Fëanor (hijo de Finwë y Míriel)
  - Maedhros
  - Maglor
  - Celegorm
  - Caranthir
  - Curufin
    - Celebrimbor

  - Amrod y su gemelo Amras
- Fingolfin (hijo de Finwë e Indis, de los Vanyar)
  - Fingon
    - Gil-Galad

  - Turgon
    - Idril
      - Eärendil (medio elfo, hijo de Tuor)
        - Elrond (que decidiría seguir el destino de los Eldar y se convertiría en el señor de Rivendel)
          - Arwen
          - Elladan
          - Elrohir

- -     -       -         - Elros (que decidiría seguir el destino de los hombres y sería el primer rey de Numenor)

  - Aredhel
    - Maeglin (hijo de Eöl el elfo oscuro)
- Finarfin (hijo de Finwë e Indis, de los Vanyar)
  - Finrod
  - Orodreth
    - Finduilas de Nargothrond

  - Angrod
  - Aegnor
  - Galadriel
    - Celebrían (hija de Celeborn de Doriath; casada con Elrond Medio Elfo, hijo de Eärendil)
      - Arwen